# 테러리스트 (1998년 영화)
테러리스트(龍在江湖: 용재강호, A True Mob Story)는 홍콩에서 제작된 왕정 감독의 1998년 영화이다. 유덕화 등이 주연으로 출연하였고 향화강 등이 제작에 참여하였다.

## 출연

### 주연
- 유덕화
- 양영기

### 조연
- 진덕삼
- 진혜민
- 방중신
- 관수미
- 오의장
- 오지웅
- 이찬삼
- 정호남
- 장혜의
- 이조기
- 왕천림
- 마덕종
- 진국신
- 이위상

## 제작진
- 연출: 왕정